# Dicranota persimilis
Dicranota (Rhaphidolabis) persimilis là một loài ruồi trong họ Pediciidae. Chúng phân bố ở vùng sinh thái Nearctic.